# Élections municipales québécoises de 1983
Les élections municipales québécoises de 1983 sont les scrutins tenus le 6 novembre 1983 dans certaines municipalités du Québec. Elles permettent de déterminer les maires et/ou les conseillers de ces municipalités.
Les élections ont notamment lieu à Gatineau.